# NGC 6415
NGC 6415 é uma nuvem estelar na direção da constelação de Scorpius. O objeto foi descoberto pelo astrônomo James Dunlop em 1826, usando um telescópio refletor com abertura de 9 polegadas. 